# 陈新滋
陈新滋，JP（1950年10月30日—），香港人，籍貫广东台山，成長於香港，大學教授，有机化学家，日本国际基督教大学化学系畢業，美國芝加哥大学碩士及博士，香港浸会大学榮休校長，曾為第十二屆全國政協委員。

## 生平
陈新滋籍貫广东台山，1950年於台山汶村镇汶村出生，4歲隨父母來到廣州生活，在荔灣區西關寶華路一條巷子居住，1962年小學畢業後入讀中山大學附屬中學（現為廣州市第六中學），並入住該校宿舍。他在1964年14歲時隨家人移居其他地方，後來於1966年離開台山且赴香港定居，1968年入讀李求恩纪念中学中四年級（本來亦獲聖公會諸聖中學取錄），並於1971年中五畢業。由於中學會考成績優異，考獲7A2B，獲獎學金赴日本升讀大學。 
1975年毕业于日本国际基督教大学化学系。后又赴美国留学，1979年获芝加哥大学博士学位。此后在孟山都公司担任高级化学研究师。1992年至1993年间前往国立台湾大学任客座专家。
1994年起任教于香港理工大学，历任应用生物及化学科技学系讲座教授兼系主任、应用科学及纺织学院院长、副校长等职。2001年当选中国科学院化学部院士。2010年起出任香港浸会大学第四任校长至2015年退休。
此外，他还曾任深圳市中药药学与分子药理学研究重点实验室主任、中山大学药学院院长、香港特区化学会会长等职。2018年1月，当选第十三届全国政协委员。

## 爭議
2014年在香港雨傘革命盛行時，有學生在香港浸會大學畢業禮上持黃色雨傘以表態聲援社會運動，被陳新滋著令收起雨傘否則拒絕頒發證書，被學生會質疑校方打壓言論自由。